# Ramal C de la línea Verde
El Ramal C de la línea Verde (en inglés: Green Line "C" Branch), conocido también como Ramal Cleveland Circle y Ramal de la Calle Beacon, es una línea de tranvía y tren ligero que forma parte de los cuatro ramales de la línea Verde del Metro de Boston. El ramal consiste en 22 estaciones y es operado por la Autoridad de Transporte de la Bahía de Massachusetts o BMTA por sus siglas en inglés. El ramal se extiende desde la estación North Station en la calle Causeway en Boston hasta la estación Cleveland Circle en el barrio Brighton en Boston. El ramal fue inaugurado el 23 de octubre de 1932.

## Estaciones
Los trenes de la 'línea B' solamente operan desde North Station al Cleveland Circle. El segmento desde North Station a Kenmore es compartido con los otros tres ramales. No hay ningún estacionamiento para ninguna de las estaciones del Ramal C. Todas las estaciones entre Kenmore y Packard's Corner son también paradas de la Ruta de Autobús 57 hacia Watertown.
| Estación                                                                            | Localidad                                | Tiempo a Park Street | Transferencias y notas                                     |
| ----------------------------------------------------------------------------------- | ---------------------------------------- | -------------------- | ---------------------------------------------------------- |
| North Station al segmento de Kenmore compartido con otros ramales de la línea Verde |                                          |                      |                                                            |
| Calle St. Marys                                                                     | Calle Beacon en Calle St. Marys          | 19 minutos           | Autobús CT2 a Sullivan o Ruggles                           |
| Calle Hawes                                                                         | Calle Beacon en Hawes Street             | 20 minutos           |                                                            |
| Calle Kent                                                                          | Calle Beacon en Calle Powell             | 21 minutos           |                                                            |
| Calle St. Paul                                                                      | Calle Beacon en Calle St. Paul           | 22 minutos           |                                                            |
| Coolidge Corner                                                                     | Calle Beacon en Calle Harvard            | 24 minutos           | 66 Bus a Harvard Square or Dudley                          |
| Avenida Summit                                                                      | Calle Beacon en Calle Summit             | 25 minutos           | Se llamaba Calle Winchester.                               |
| Brandon Hall                                                                        | Calle Beacon across from Brandon Hall    | 26 minutos           |                                                            |
| Fairbanks                                                                           | Calle Beacon en Fairbanks Avenue         | 27 minutos           |                                                            |
| Washington Square                                                                   | Calle Beacon en Calle Washington         | 28 minutos           | 65 Bus a Kenmore Square o Brighton Center                  |
| Calle Tappan                                                                        | Calle Beacon en Calle Tappan             | 29 minutos           |                                                            |
| Dean Road                                                                           | Calle Beacon en Dean Road                | 30 minutos           |                                                            |
| Avenida Englewood                                                                   | Calle Beacon en Avenida Englewood        | 31 minutos           |                                                            |
| Cleveland Circle                                                                    | Calle Beacon en la Avenida Chestnut Hill | 32 minutos           | Cercana a las estaciones Reservoir y Avenida Chestnut Hill |